# Diócesis de Ciudad Lázaro Cárdenas
La diócesis de Ciudad Lázaro Cárdenas o de Lázaro Cárdenas (en latín: Dioecesis Civitatis Lazari Cárdenas) es una circunscripción eclesiástica de la Iglesia católica en México. Se trata de una diócesis latina, sufragánea de la arquidiócesis de Morelia. Desde el 20 de noviembre de 2013 su obispo es Armando Antonio Ortíz Aguirre.

## Territorio y organización
La diócesis tiene 14 890 km² y extiende su jurisdicción sobre los fieles católicos de rito latino residentes en los municipios:
- Del Estado de Guerrero: Coahuayutla de José María Izazaga, La Unión de Isidoro Montes de Oca y Zihuatanejo de Azueta.

- Del estado de Michoacán: Lázaro Cárdenas, Aquila, Arteaga y Coahuayana.

La sede de la diócesis se encuentra en Ciudad Lázaro Cárdenas, en donde se halla la Catedral de Cristo Rey.
En 2021 en la diócesis existían 28 parroquias.

## Historia
La diócesis fue erigida el 11 de octubre de 1985 con la bula Cum probe del papa Juan Pablo II, obteniendo el territorio de las diócesis de Apatzingán y Ciudad Altamirano.
Originalmente sufragánea de la arquidiócesis de Acapulco, el 25 de noviembre de 2006 pasó a formar parte de la provincia eclesiástica de la arquidiócesis de Morelia.

## Estadísticas
Según el Anuario Pontificio 2022 la diócesis tenía a fines de 2021 un total de 897 850 fieles bautizados.
| Año                                                                             | Población            | Población | Población      | Sacerdotes | Sacerdotes    | Sacerdotes    | Bautizados por sacerdote | Diáconos permanentes | Religiosos | Religiosos | Parroquias |
| Año                                                                             | Bautizados católicos | Total     | % de católicos | Total      | Clero secular | Clero regular | Bautizados por sacerdote | Diáconos permanentes | Varones    | Mujeres    | Parroquias |
| ------------------------------------------------------------------------------- | -------------------- | --------- | -------------- | ---------- | ------------- | ------------- | ------------------------ | -------------------- | ---------- | ---------- | ---------- |
| 1990                                                                            | 483 000              | 526 000   | 91.8           | 31         | 21            | 10            | 15 580                   | 1                    | 15         | 37         | 17         |
| 1999                                                                            | 638 000              | 709 000   | 90.0           | 36         | 24            | 12            | 17 722                   | 1                    | 19         | 56         | 22         |
| 2000                                                                            | 660 600              | 734 000   | 90.0           | 37         | 25            | 12            | 17 854                   | 1                    | 19         | 72         | 22         |
| 2001                                                                            | 660 600              | 734 000   | 90.0           | 38         | 26            | 12            | 17 384                   | 1                    | 14         | 72         | 22         |
| 2002                                                                            | 683 600              | 759 000   | 90.1           | 40         | 27            | 13            | 17 090                   | 1                    | 14         | 71         | 23         |
| 2003                                                                            | 683 600              | 759 000   | 90.1           | 33         | 20            | 13            | 20 715                   |                      | 16         | 71         | 23         |
| 2004                                                                            | 683 600              | 759 600   | 90.0           | 33         | 20            | 13            | 20 715                   |                      | 16         | 71         | 23         |
| 2006                                                                            | 725 000              | 805 000   | 90.1           | 43         | 26            | 17            | 16 860                   |                      | 21         | 61         | 23         |
| 2013                                                                            | 794 000              | 854 000   | 93.0           | 46         | 31            | 15            | 17 260                   |                      | 20         | 68         | 24         |
| 2016                                                                            | 818 700              | 880 000   | 93.0           | 51         | 34            | 17            | 16 052                   |                      | 22         | 68         | 24         |
| 2019                                                                            | 843 420              | 906 650   | 93.0           | 25         | 12            | 13            | 33 736                   |                      | 17         | 53         | 26         |
| 2021                                                                            | 897 850              | 923 570   | 97.2           | 47         | 35            | 12            | 19 103                   |                      | 24         | 50         | 28         |
| Fuente: Catholic-Hierarchy, que a su vez toma los datos del Anuario Pontificio. |                      |           |                |            |               |               |                          |                      |            |            |            |

## Episcopologio
- José de Jesús Sahagún de la Parra (18 de octubre[3]de 1985-3 de mayo de 1993 renunció)
- Salvador Flores Huerta † (3 de mayo de 1993-30 de septiembre de 2006 renunció)
- Fabio Martínez Castilla (13 de marzo de 2007-19 de febrero de 2013 nombrado arzobispo de Tuxtla Gutiérrez)
- Armando Antonio Ortiz Aguirre, desde el 20 de noviembre de 2013